# Thomas Hood (matematico)
Thomas Hood (1556 – 1620) è stato un matematico inglese.
Matematico inglese autore di svariati scritti dedicati alle discipline matematiche. Il suo esordio avvenne con una prolusione in lode dello studio della matematica e delle sue applicazioni all'astronomia, alla navigazione, alla geografia, alla topografia, all'idrografia e all'arte militare (A Copie of the Speache ..., Londra, 1588). In seguito pubblicò importanti opere dedicate alla geometria elementare e pratica (Elements of Geometrie, Londra, 1590) e agli strumenti scientifici (balestriglia, compasso di proporzione, globi celeste e terrestre, ecc.).
Il frontespizio del suo libro Making and Use of the Sector (Londra, 1598) fu inciso da Charles Whitwell, che realizzò inoltre un esemplare dello strumento descrittovi.